# Syrgenstein (Adelsgeschlecht)

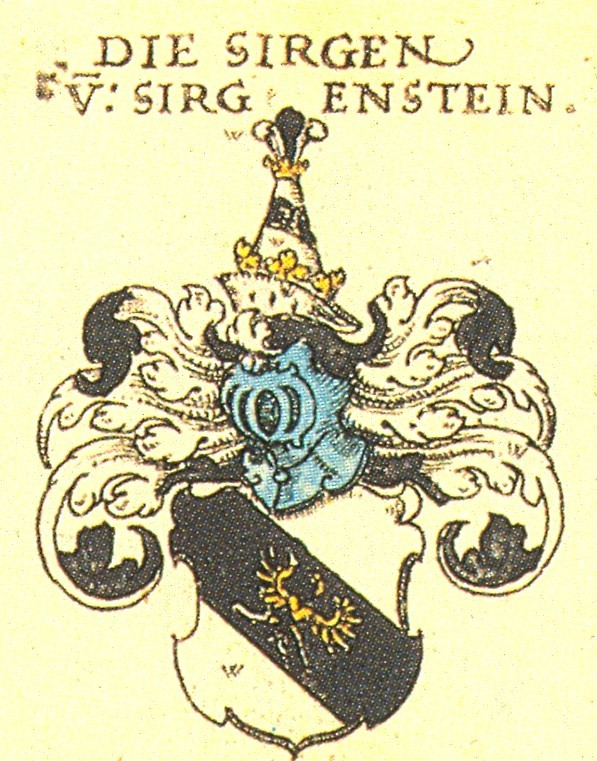
Wappen derer Sirgen von Sirgenstein im Siebmacher Wappenbuch von 1605

Die Syrgenstein (auch Sirgen von Sirgenstein, Sürgenstein, Syrgen, Sürgen) waren ein adeliges Geschlecht aus Schwaben im Freiherrnstand. Sie erbauten das Schloss Syrgenstein bei Wangen. Zu ihrem Besitz gehörte aber auch zeitweise die Burg Altenberg bei Dillingen an der Donau, zu deren Füßen die nach der Familie benannte Gemeinde Syrgenstein liegt. Zudem waren sie Erbmarschälle des Hochstifts Konstanz und besaßen für bestimmte Zeit auch das Schloss Achberg sowie die Herrschaft Amtzell. Einer ihrer bekanntesten Vertreter, Engelbert von Syrgenstein, war 1747 bis 1760 Fürstabt von Kempten.

## Mitglieder der Familie
- Franz Johann Anton von und zu Sirgenstein (getauft Meersburg 1683, † 29. Januar 1739), von 1722 bis 1738 Weihbischof des Bistums Konstanz
- Maria Charlotte Carolina von Sirgenstein (* 4. November 1687, † Urspring 8. Oktober 1767), Schwester des Weihbischofs Franz Johann Anton, wurde als Maria Hildegardis Nonne im Kloster Urspring, dort Äbtissin vom 13. März 1723 bis 2. Juli 1767
- Engelbert von Syrgenstein (* Horn 14. Mai 1694, † Kempten 25. Mai 1760), Vetter der Äbtissin von Urspring Maria Hildegard, 1747 bis 1760 Fürstabt von Kempten